# Achille Adam-Fontaine
Pour les articles homonymes, voir Adam (homonymie) et Fontaine.
Hercule-Charles-Achille Adam-Fontaine, né le 29 novembre 1829 à Boulogne-sur-Mer et mort le 9 février 1887 à Boulogne-sur-Mer, est un banquier et homme politique français.

## Biographie
Achille Adam fait partie d'une grande dynastie de banquiers de Boulogne-sur-Mer, où il occupa d'abord les fonctions de juge au tribunal de commerce, à partir du 27 septembre 1868, jusqu'en février 1871, et de consul de Belgique à Boulogne-sur-Mer. 
Son oncle, Alexandre Adam, en est le maire entre 1830 et 1848 puis entre 1855 et 1861 mais il était aussi le président du conseil général entre 1842 et 1847 puis entre 1852 et 1866. Il est aussi le gendre de Louis Fontaine, banquier et maire de Boulogne entre 1849 et 1855. Il est le beau-frère de Charles Sainte-Claire Deville et le père d'Achille Adam, député, et Félix Adam, maire de Boulogne entre 1912 et 1919. L'une de ses filles épouse le fils du député Émile de Lhomel. 
Il est nommé chevalier de la Légion d'honneur le 2 octobre 1877.

### Carrière politique
Achille Adam devient consul de Belgique et est élu conseiller général en 1867 pour le canton de Boulogne-Sud.
Il est envoyé à l'Assemblée nationale par ce département en 1871, le 4e sur 15, avec 140 944 voix sur 169 532 votants, orléaniste, il est d'abord au Centre gauche avant de rejoindre le centre droit en juin 1872. Il demande alors la création de nouvelles paroisses et est favorable aux chèques et au libre-échange. 
La 1re circonscription de Boulogne-sur-Mer renouvela son mandat aux élections du 26 février 1876. Il ne se représente pas en 1877 en raison de problèmes de santé mais il est réélue le 4 octobre 1885, où il était entré le 9e sur 12, avec toute la liste conservatrice, par 101 901 voix sur 216 227 inscrits et 180 439 votants. 